# Ångackumulator

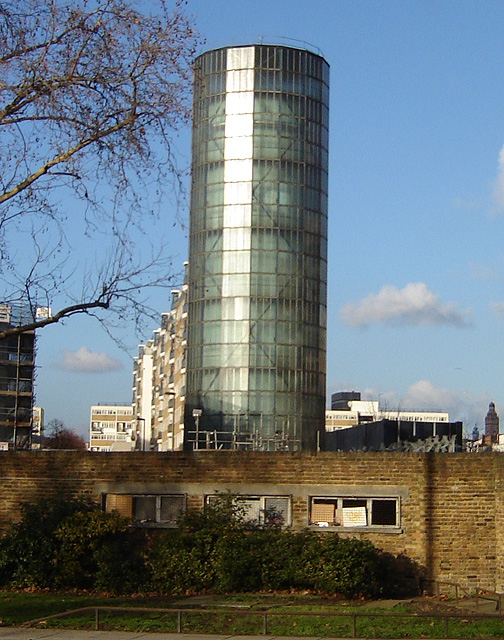
Ångackumulator i London

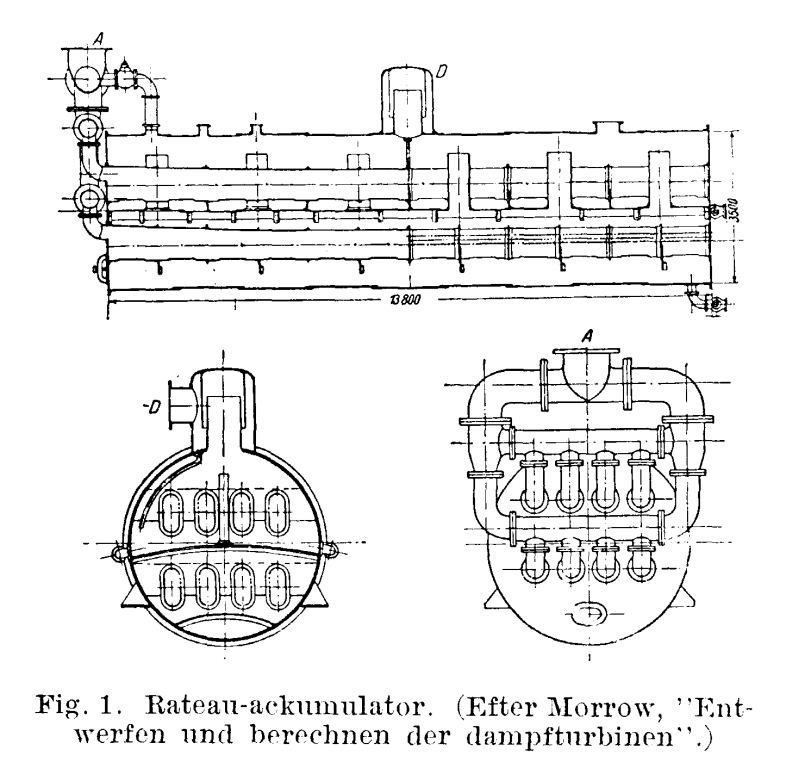
Rateau-ackumulator i sektion

Ångackumulator är en anordning i vilken en större eller mindre mängd ånga kan uppsamlas för att vid erforderligt behov åter avges. Vanligen sker uppsamlingen i behållare (pannor, cisterner) med hett vatten, i vilka ångan kondenseras, varigenom vattnets temperatur och således även trycket inuti behållaren stiger. Vid urladdning, det vill säga avgivning av ånga, lämnas ångans avdunstningsvärme av det heta vattnet i behållaren, och i följd därav måste vattnets temperatur och således även trycket i behållaren sjunka. Av ångackumulatorer med hett vatten som värmeupptagande och värmeavgivande medium finns egentligen två typer: Rateaus ångackumulator och Ruths ångackumulator.

## Rateaus ångackumulator
Denna uppfanns av Auguste Rateau i Paris omkring 1900. Rateau ställdes inför problemet att ackumulera ånga genom studiet av gruvspelsmaskiners arbete. Vid undersökning av dessa maskiner, som arbetade med ånga och utan kondensering, fann han, att deras driftekonomi var ganska dålig. Han kom då på tanken att ta vara på avloppsångans värme genom att kondensera ångan i hett vatten för att senare genom vattnets avdunstning återbörda densamma och utnyttja den i en lågtrycksångturbin. Emedan ångstötarna från gruvspelsångmaskinen kom mycket oregelbundet, kunde de ej direkt utnyttjas i lågtrycksturbinen, som vanligen arbetade med relativt konstant belastning och därför erfordrade motsvarande jämn tilloppsångmängd.
Genom ångackumulatorn införde Rateau således en buffert mellan en intermittent ångtillströmning och en relativt jämn ångavgivning, och därigenom vanns ett betydelsefullt ekonomiskt resultat. Som värmeupptagande medium använde Rateau till en början vatten och tackjärn, det vill säga ångan kondenserades i en mängd tråg, fyllda med hett vatten, men övergick sedermera att använda uteslutande vatten som värmeupptagande medium. Ångan inströmmar i vattnet genom ett antal mynningar av olika form och så anordnade, att bästa möjliga cirkulation uppnås, så att så likformig temperatur som möjligt erhålls. Vid urladdning uttas ångan genom ångledningen från ångdomen. Rateaus ångackumulator arbetar med låga ångtryck och mycket små tryckvariationer. Vanligen ligger ackumulatorns tryck omkring 0,2 kg/kvcm övertryck, och tryckvariationerna utgör ungefär ± 0,15 kg/kvcm.

## Ruths ångackumulator
En vaporackumulator (av latin vapor, ånga) är en av Johannes Ruths uppfunnen apparat för att vid ångpanneanläggningar åstadkomma ökad ekonomisering och möjliggöra uttagning av olika mängd ånga per tidsenhet, utan ojämn eldning.
Apparaten består i huvudsak av en väl isolerad, sluten, delvis vattenfylld plåtbehållare i form av en liggande cylinder med halvsfäriska ändar samt försedd med ångdom och erforderliga rörledningar. Till- och avloppsledningarna är utrustade med särskilt konstruerade, automatiska ventiler, genom vilka ackumulatorn "laddas", då överskott av ånga finns, och "urladdas", då mera ånga, än ångpanneanläggningen kan avge, under en viss tidsperiod krävs. Vaporackumulatorn kan anordnas och inkopplas i en ånganläggning på en mångfald olika sätt, beroende på erforderliga ångtryck, kapacitet o.s.v. Särskilt användbar är den vid fabriksanläggningar, där ånga av olika högt tryck används för skilda ändamål, exempelvis dels för kraftalstring, dels för uppvärmning. Även för anläggningar, avsedda enbart för kraftalstring, kan med hjälp av vaporackumulatorn goda resultat vinnas.
Om till exempel en ångkraftstation utrustas med en högtrycks- och en lågtrycksturbin samt mellan dessa inkopplas en vaporackumulator, kan driften ordnas så, att högtrycksturbinen tillgodoser det normala kraftbehovet, men lågtrycksturbinen automatiskt inkopplas vid belastningsstötar. Ruths inlämnade redan 1913 den första patentansökan för ackumulatorn, och 1916 bildades AB Vaporackumulator för att exploatera hithörande uppfinningar. Ett flertal anläggningar enligt Ruths system utfördes i Sverige och visade mycket goda resultat. Även från utlandet visades stort intresse för vaporackumulatorn.